# Opshomala cylindrodes
Opshomala cylindrodes är en insektsart som beskrevs av Carl Stål 1861. Opshomala cylindrodes ingår i släktet Opshomala och familjen gräshoppor. Inga underarter finns listade i Catalogue of Life.